# Trou-Bonbon
Bonbon est une commune d'Haïti, située dans le département de Grand'Anse, arrondissement de Jérémie.

## Démographie
La commune est peuplée de 8 610 habitants(recensement par estimation de 2015).

## Administration
La commune est composée des sections communales de :
- Desormeau (ou Bonbon)
- Bonbon

## Économie
L'économie locale repose sur la culture du cacao, et le café de la canne à sucre dans le temps[pas clair]. Aujourd'hui la majorité des gens font la pêche avec le ventre de l'arbre véritable[pas clair].l'arbre véritable est le nom créole de l'arbre à pain : il doit s'agir de la vente des fruits à pain.
Le secteur de la pêche contribue à l'activité économique de la commune de Trou-Bonbon.